# Бад-Киссинген
Бад-Киссинген (нем. и бав. Bad Kissingen) — город и городская община в Германии, районный центр, курорт, расположен в земле Бавария.
Подчинён административному округу Нижняя Франкония. Входит в состав района Бад-Киссинген. Население составляет 20 802 человека (на 31 декабря 2010 года). Занимает площадь 69,42 км². Официальный код — 09 6 72 114.
На горе над городом находятся руины замка, связанного с именем миннезингера Отто фон Ботенлаубена (Otto von Botenlauben), умершего в 1245 году.
С 2021 года включён в Список Всемирного наследия ЮНЕСКО в категорию Великие курортные города Европы.
Городская община подразделяется на 9 городских районов.

## История
Город впервые был упомянут в 801 году, его минеральные источники в год 823. Киссинген в то время находился под властью аббатства Фульда. Позже, город пришёл к графством Хеннеберг. В 14-м веке Киссинген был продан епископам Вюрцбурга. В 1814 году Киссинген стал частью Баварии. Город стал модным курортом в 19 веке. 10 июля 1866 во время прусско-австрийской войны выиграл пруссаков в битве при Киссинген над баварскими войсками. В 1945 году американские военные заняли город без боя.
В 2015 году 1,5 миллиона ночевок более чем 238 000 посетителей было зарегистрировано в городе.

## Городские здания

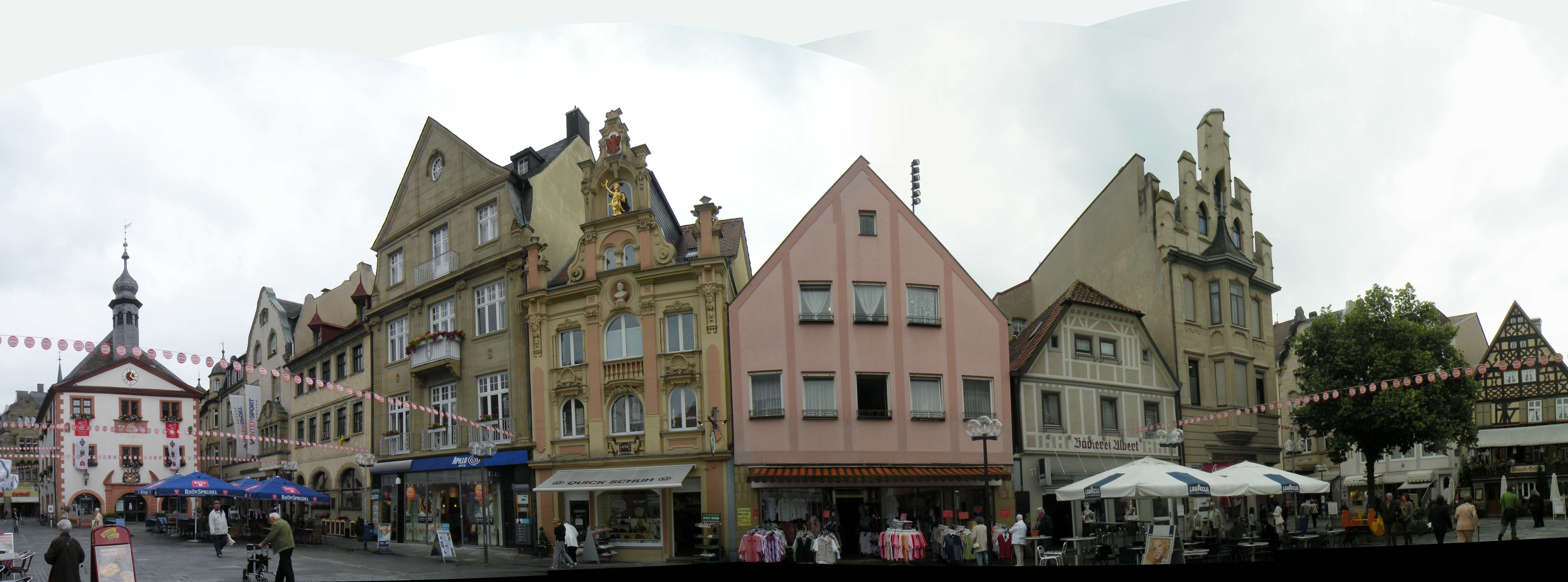
Рыночная площадь со старым ратхаузом слева

На восточной стороне Кургартена расположено Регентенбау с Торжественным залом. Здание представляет собой памятник архитектуры.

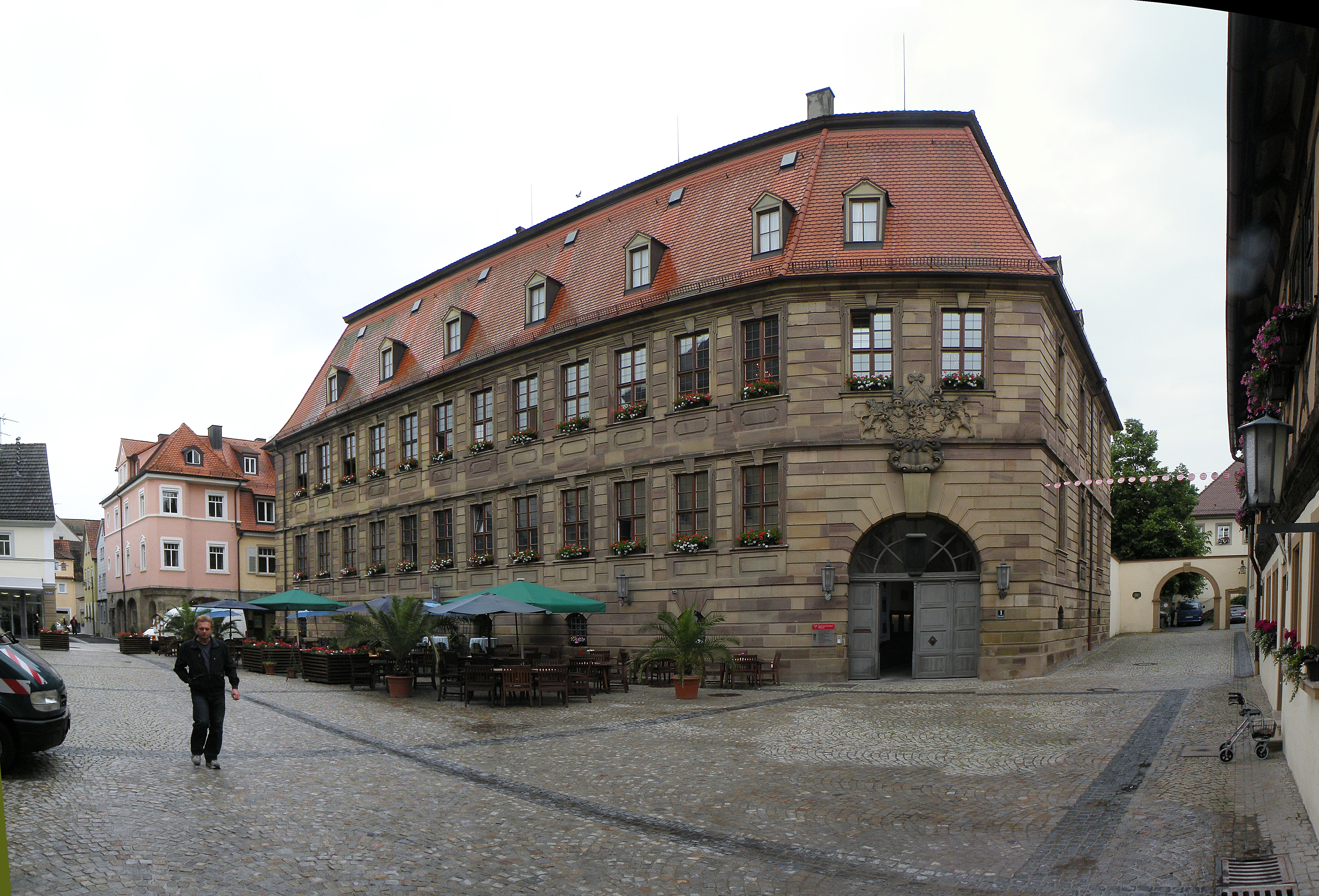
Ратхауз
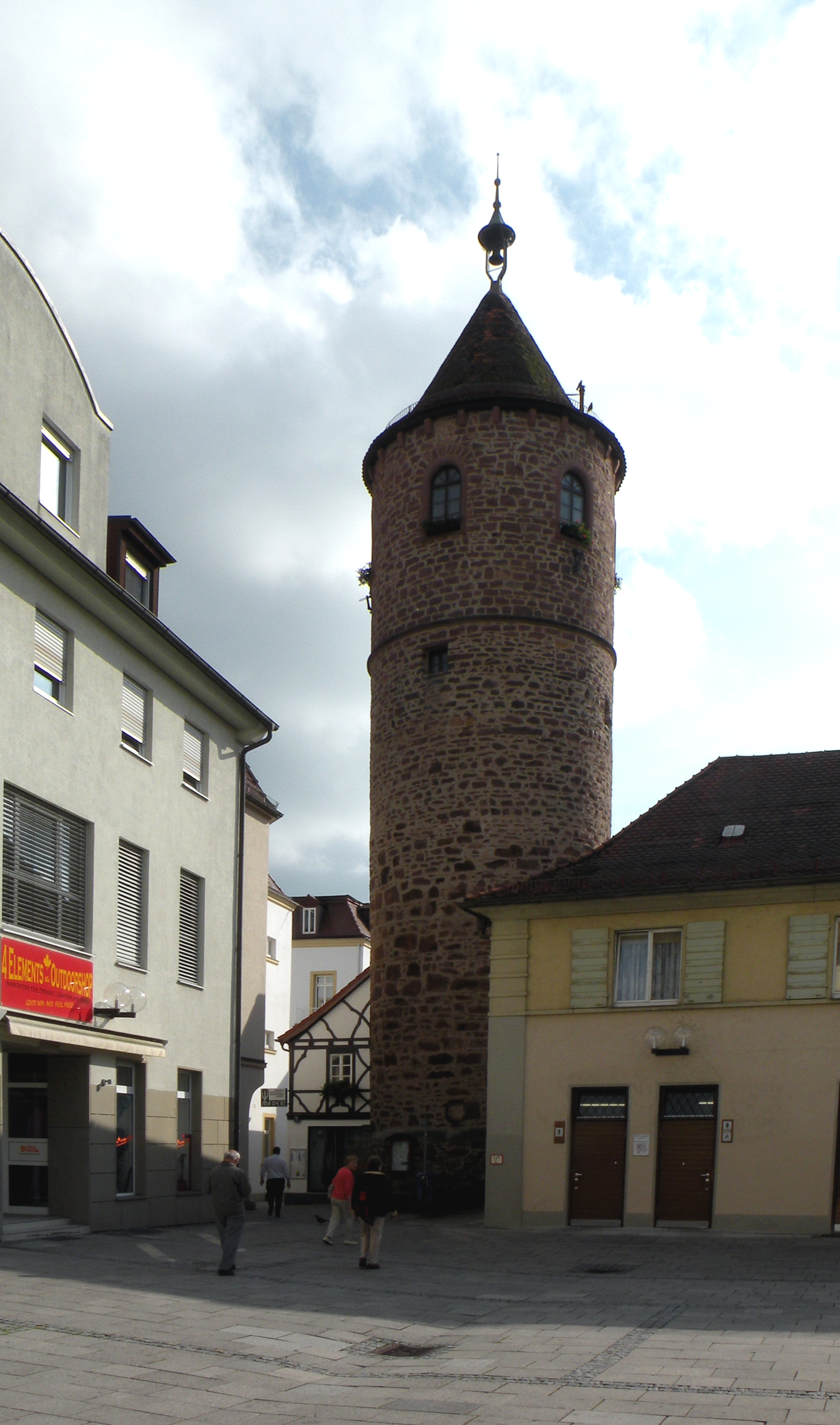
Пожарная каланча
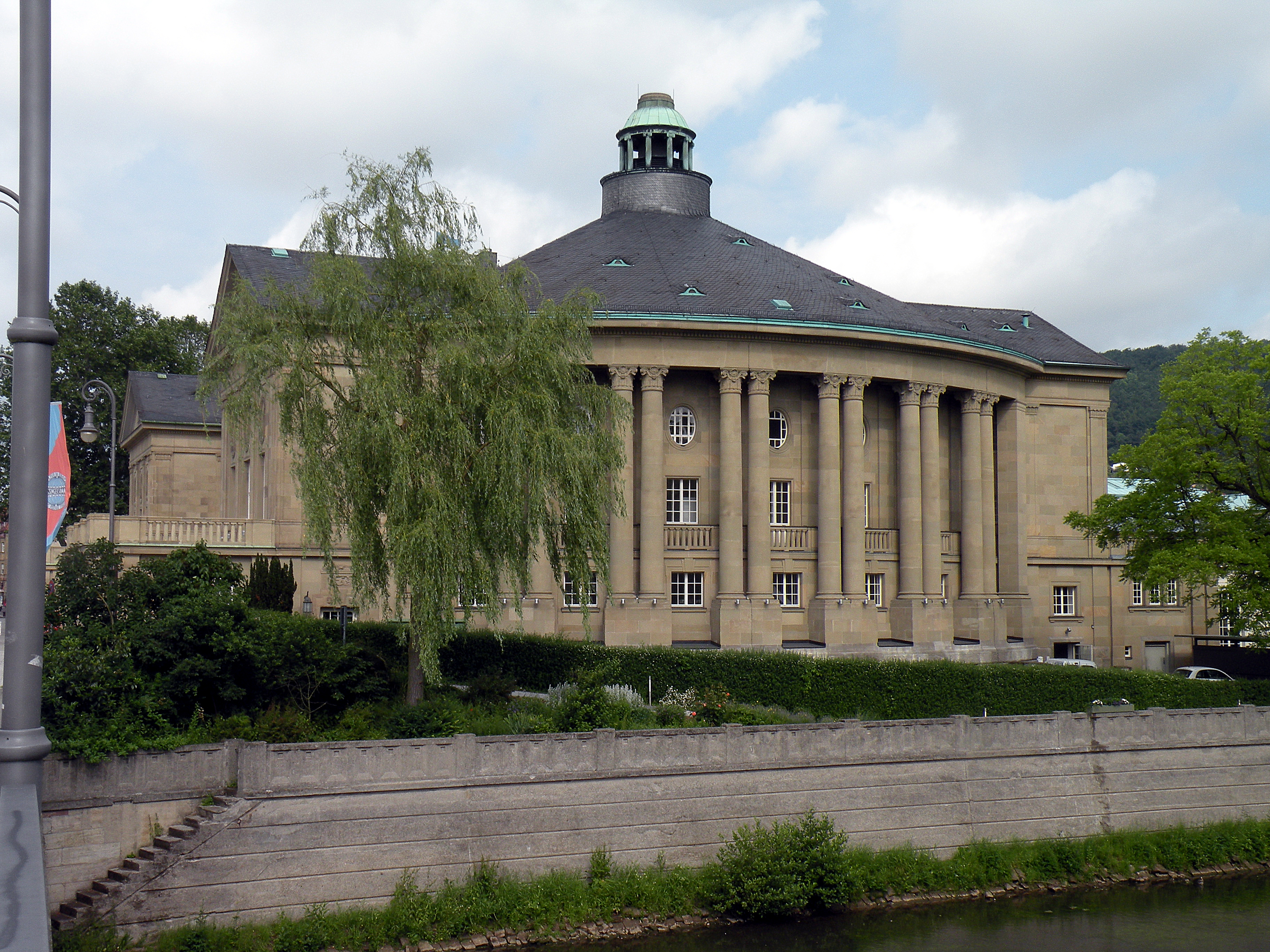
Регентенбау
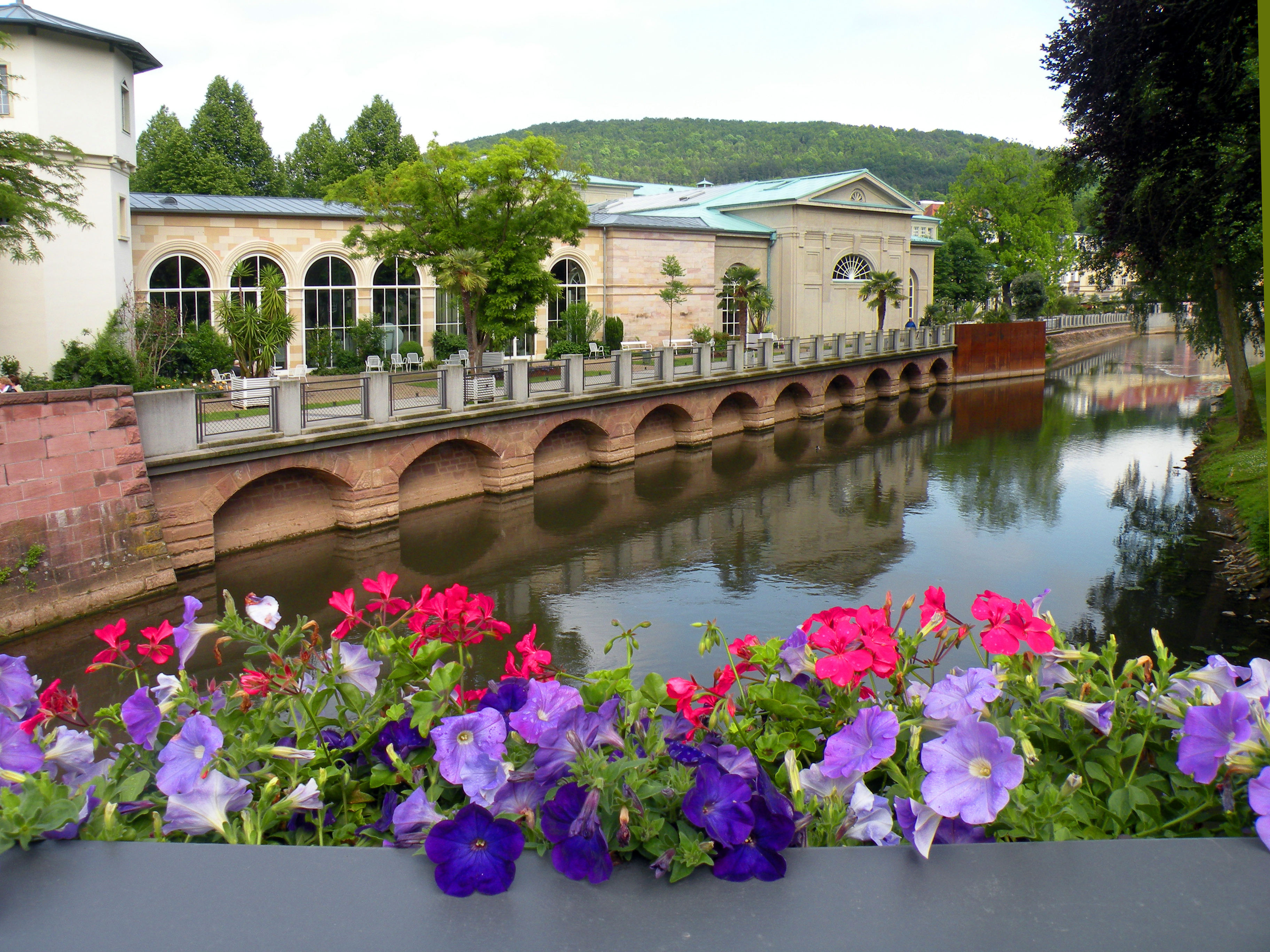
Аркады и река Франконская Заале

## Курортные сооружения

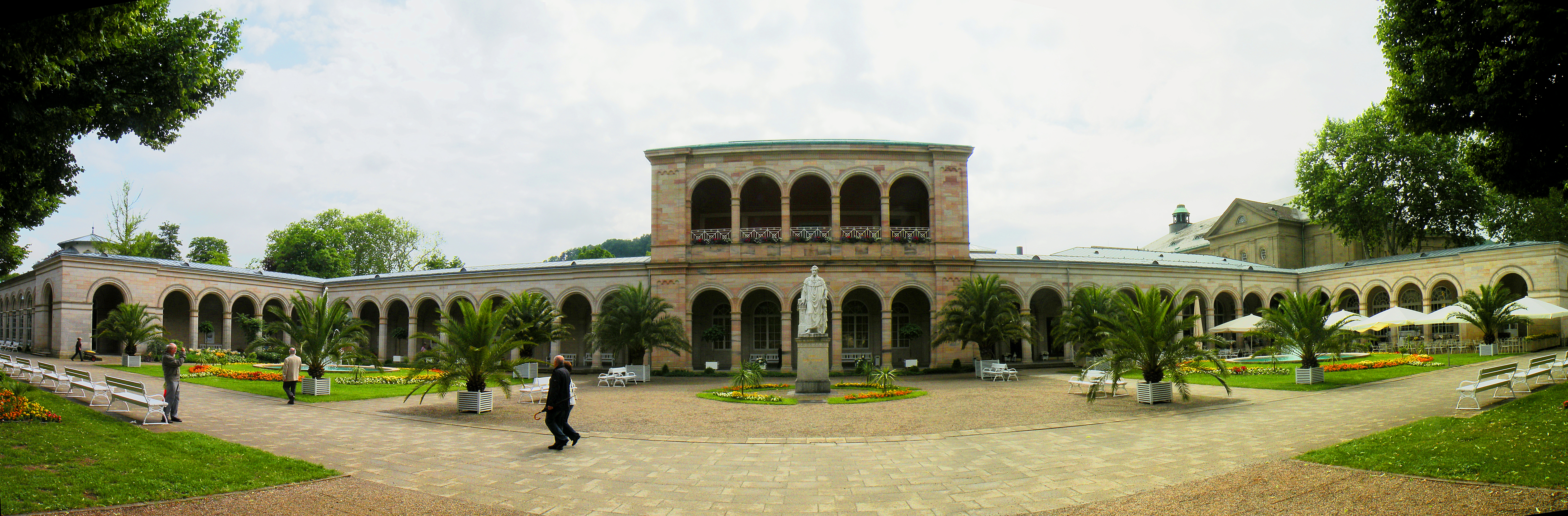
Аркаденбау со стороны сада

На южной стороне Кургартена находится комплекс зданий Вандельбау и Брунненхалле, между которыми расположено помещение, в котором находятся оба важнейших источника: Пандур и Ракоци.
Старейшим целебным источником курорта является расположенный в северной части Кургартена Максбруннен, известный с 1520 года. Он был окружён декоративной каменной террасой. Своё название источник получил в честь короля Максимилиан I Баварского в 1815 году. Павильон над источником был сооружён в 1911 году.

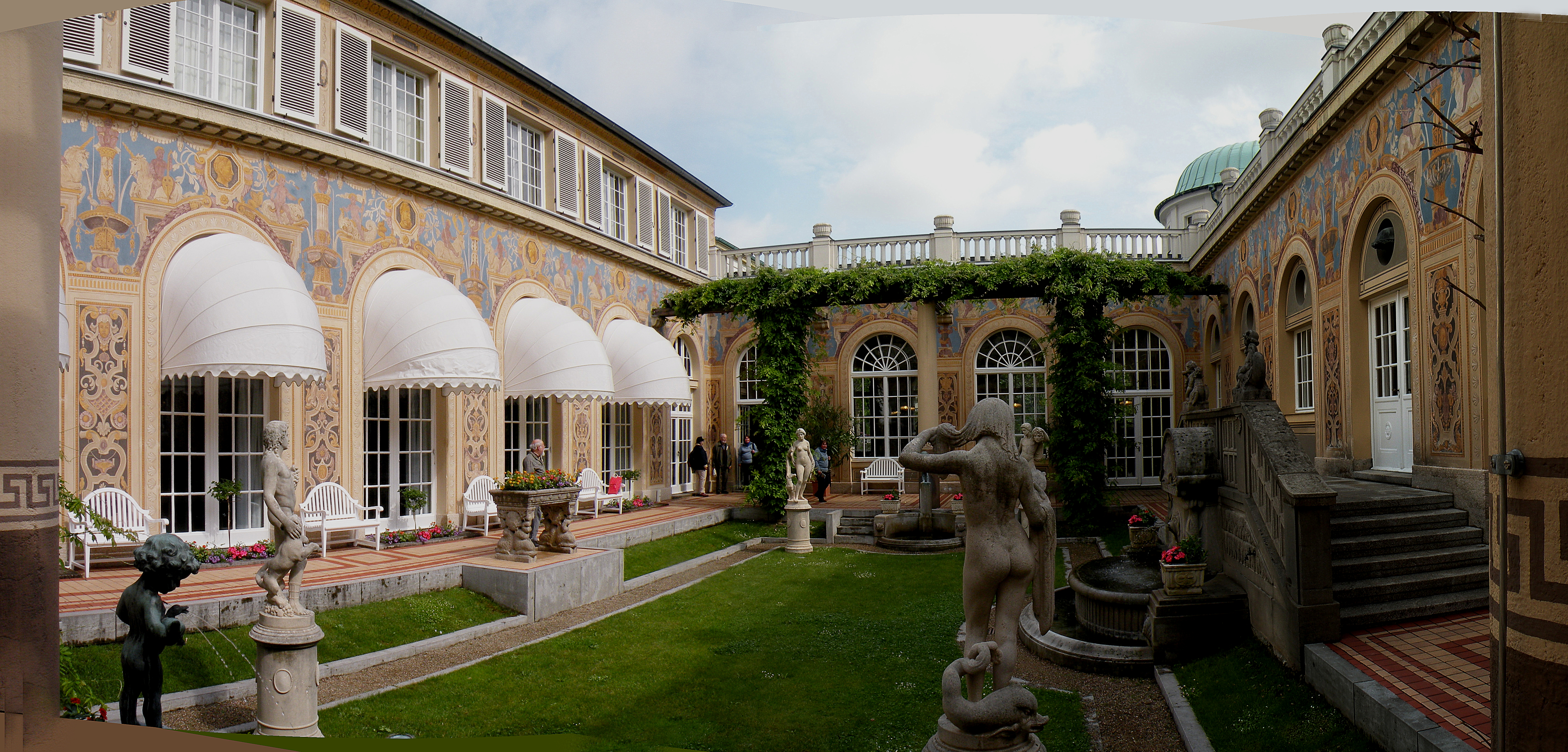
Аркаденбау (Дворик)
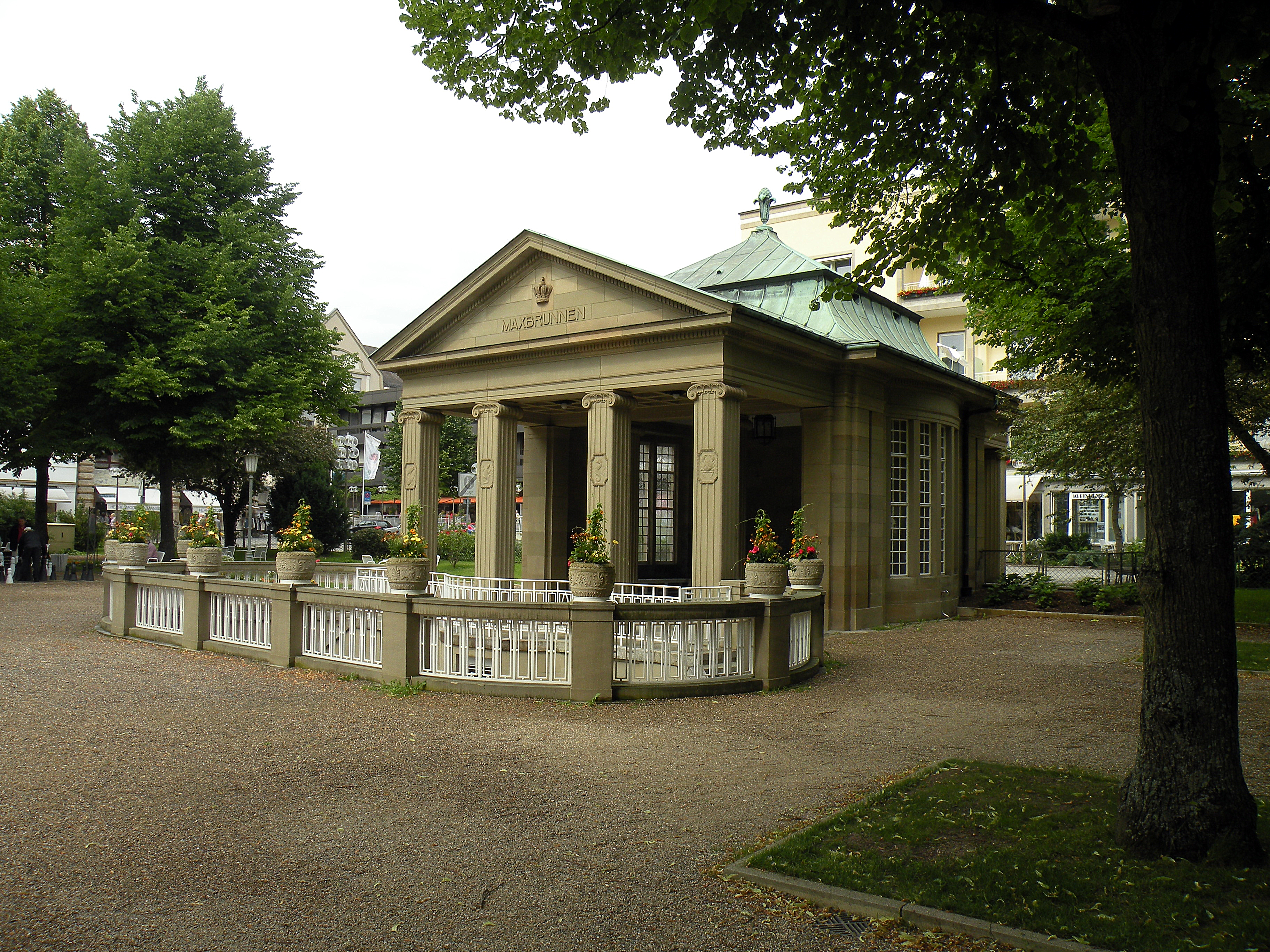
Максбруннен
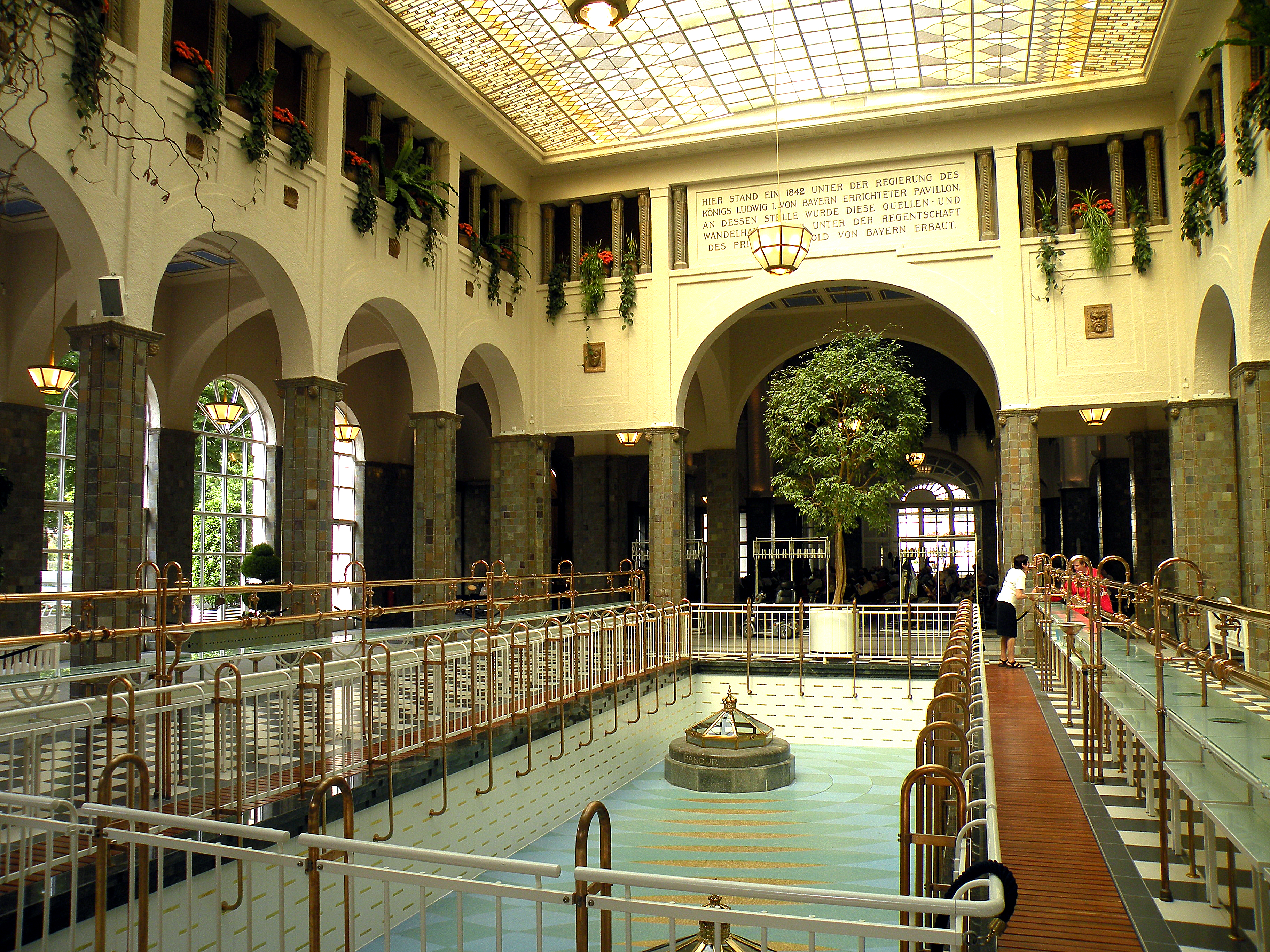
Брунненхалле
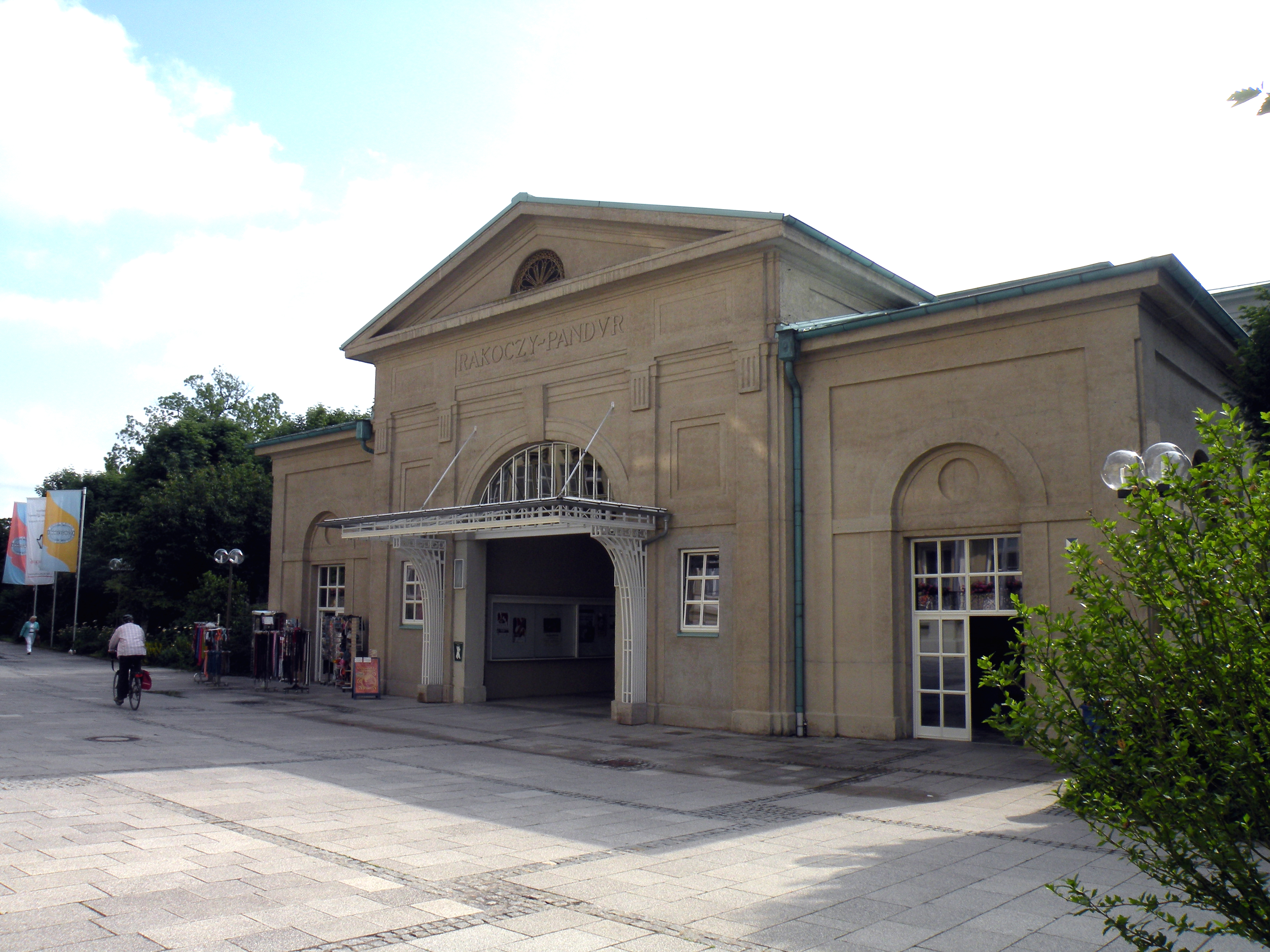
Здание источников Пандур и Ракоши

## Население
По оценке на 31 декабря 2015 года население общины Бад-Киссинген составляет 21 696 чел. 

| Дата      | 1840 | 1871 | 1900 | 1925  | 1939  | 1950  | 1961  | 1970  | 1987  | 2011  |
| --------- | ---- | ---- | ---- | ----- | ----- | ----- | ----- | ----- | ----- | ----- |
| Население | 4639 | 6935 | 9017 | 14961 | 15724 | 22332 | 20678 | 21505 | 20455 | 20993 |

| Год       | 1960  | 1970  | 1980  | 1990  | 2000  | 2009  | 2010  | 2011  | 2012  | 2013  | 2014  | 2015  |
| --------- | ----- | ----- | ----- | ----- | ----- | ----- | ----- | ----- | ----- | ----- | ----- | ----- |
| Население | 20731 | 21579 | 22102 | 21081 | 21565 | 20791 | 20802 | 21113 | 21102 | 21225 | 21323 | 21696 |

## Культура и достопримечательности

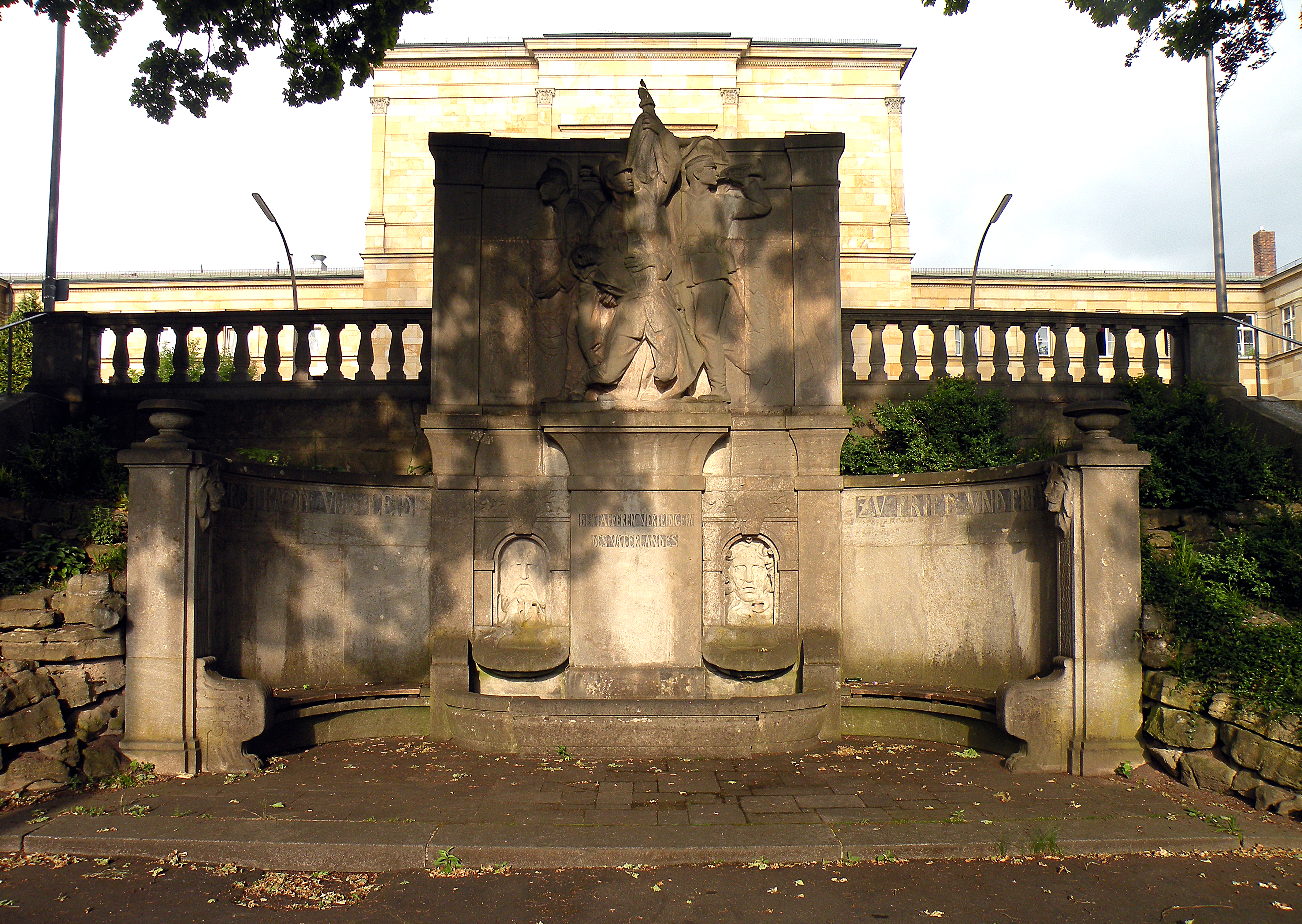
Памятник погибшим в войнах на фоне вокзала
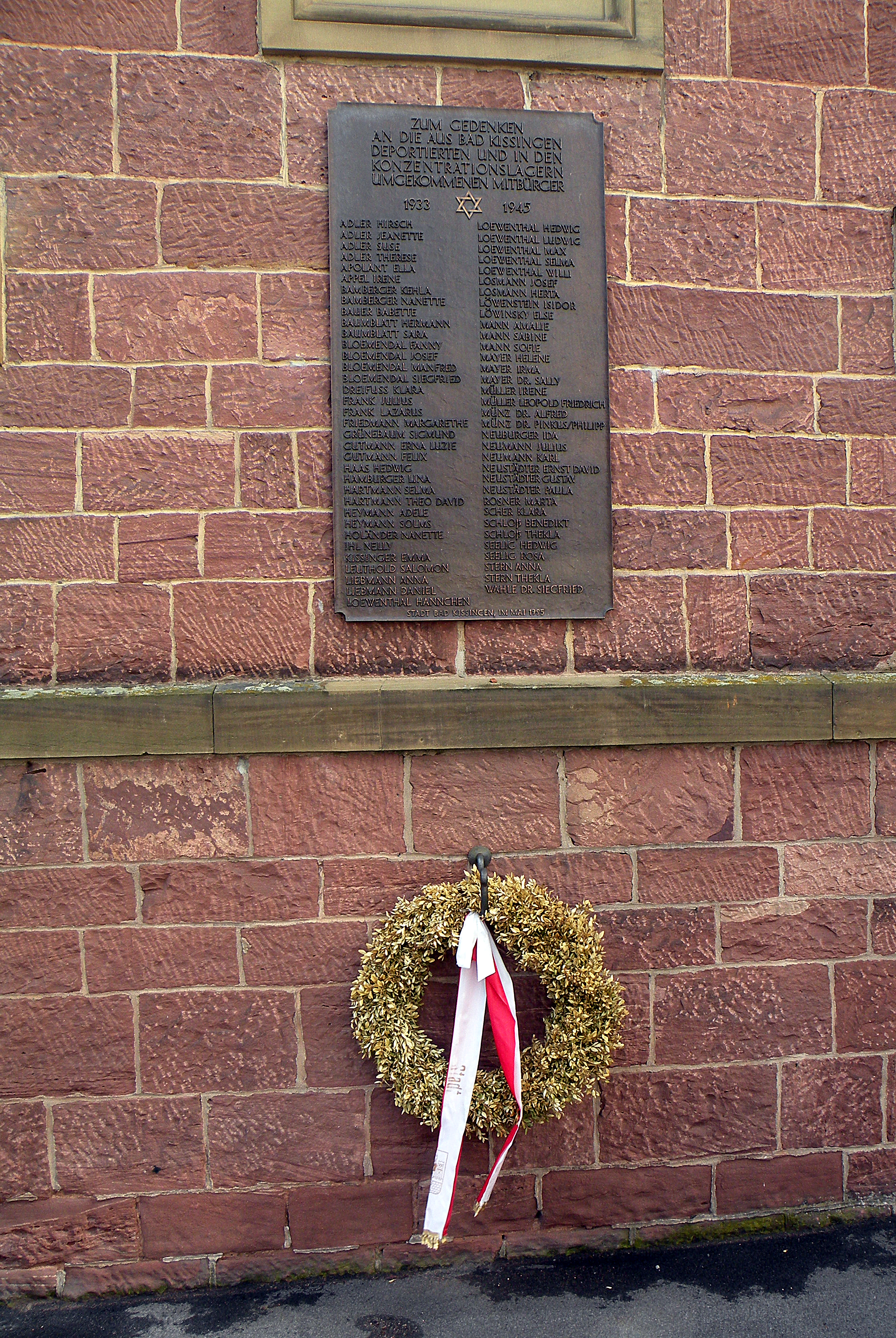
Памятник депортированным и погибшим в концлагерях гражданам города
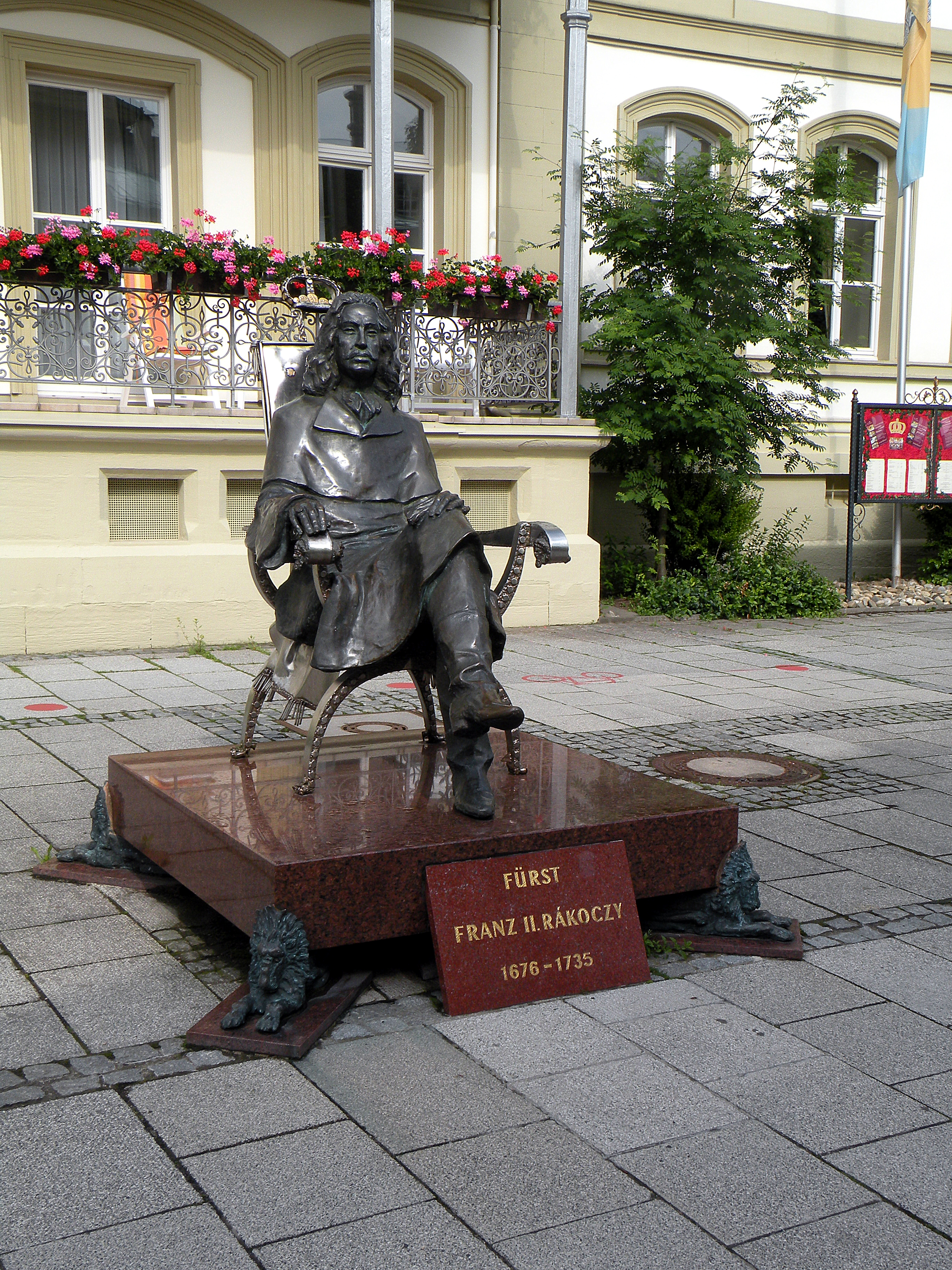
Памятник князю Францу II Ракоци
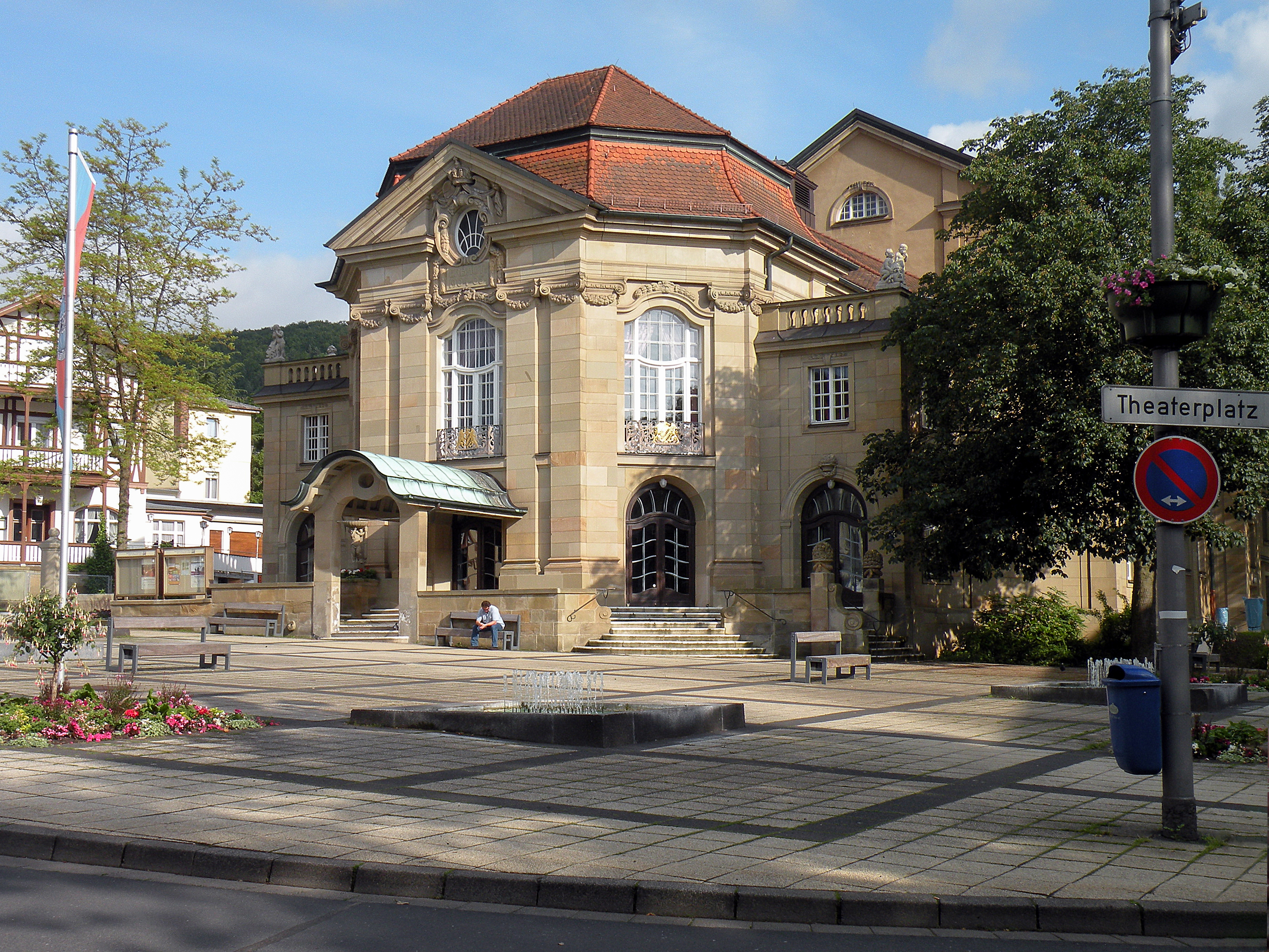
Городской театр
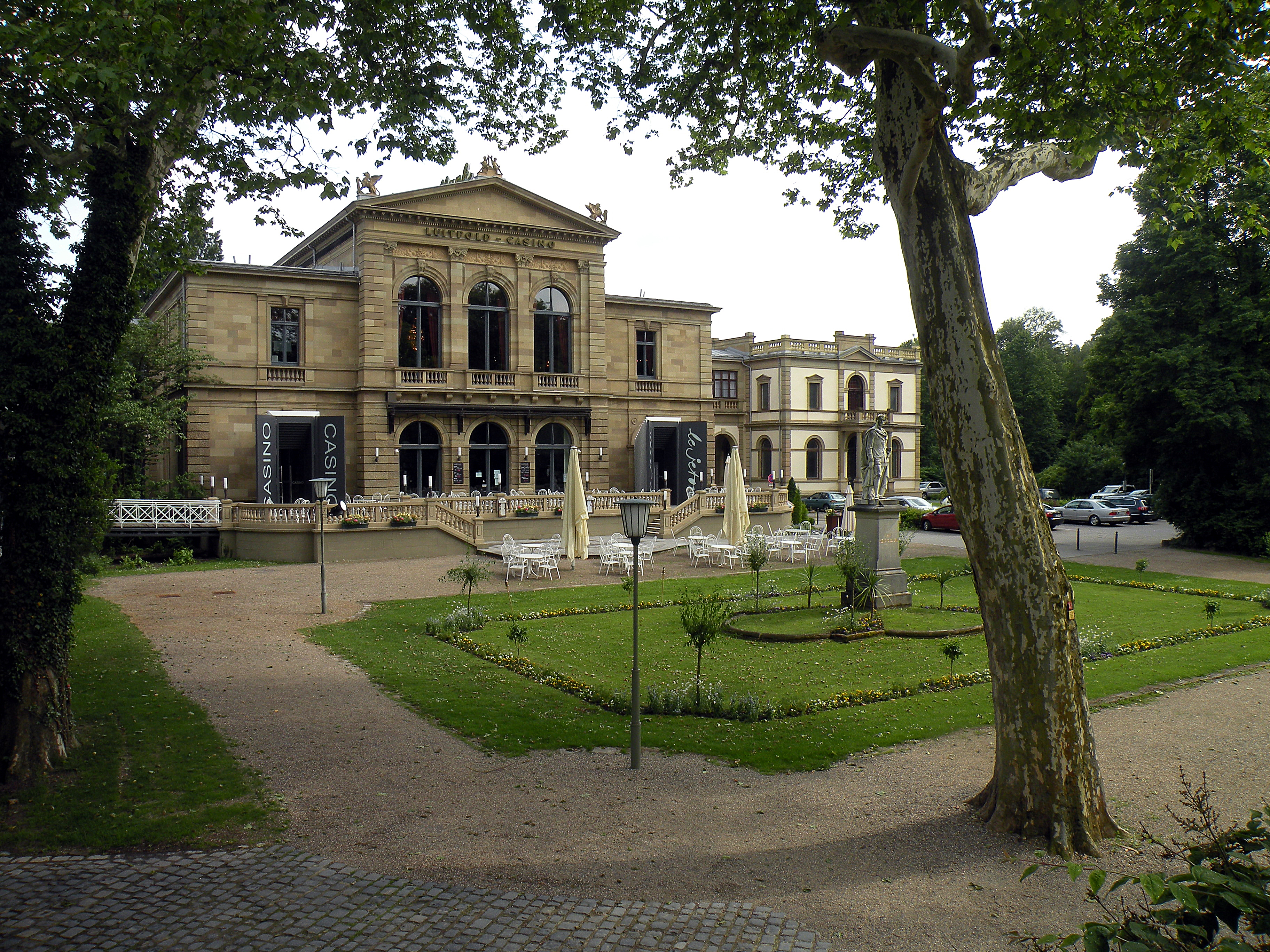
Казино
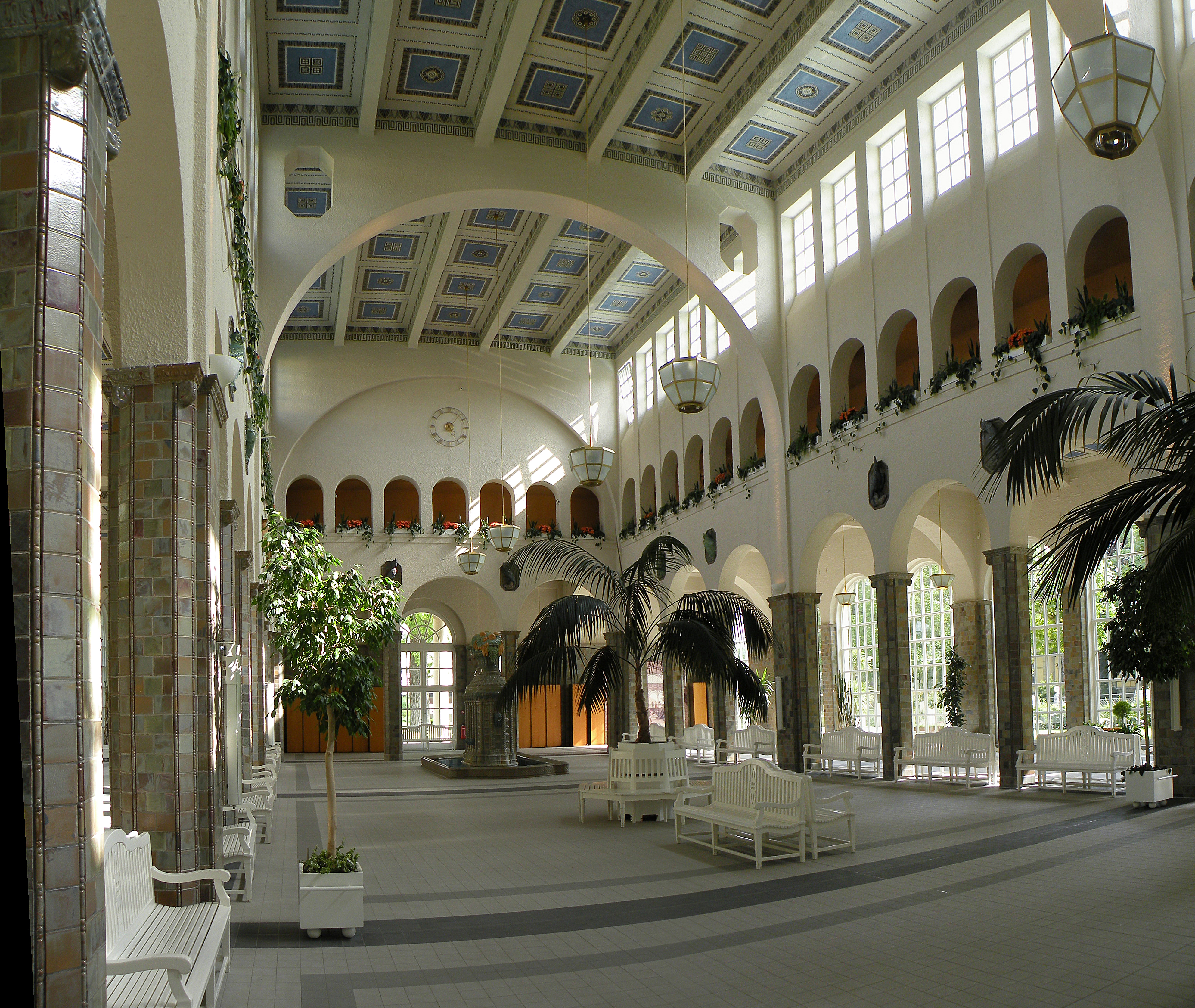
Интерьер Вандельхалле

### Музеи
- Музей Бисмарка в Верхней солеварне
- Музей кардинала Допфнера в районе Хаузен
- Еврейский молитвенный дом: Постоянная выставка «Еврейская жизнь».

### музыка

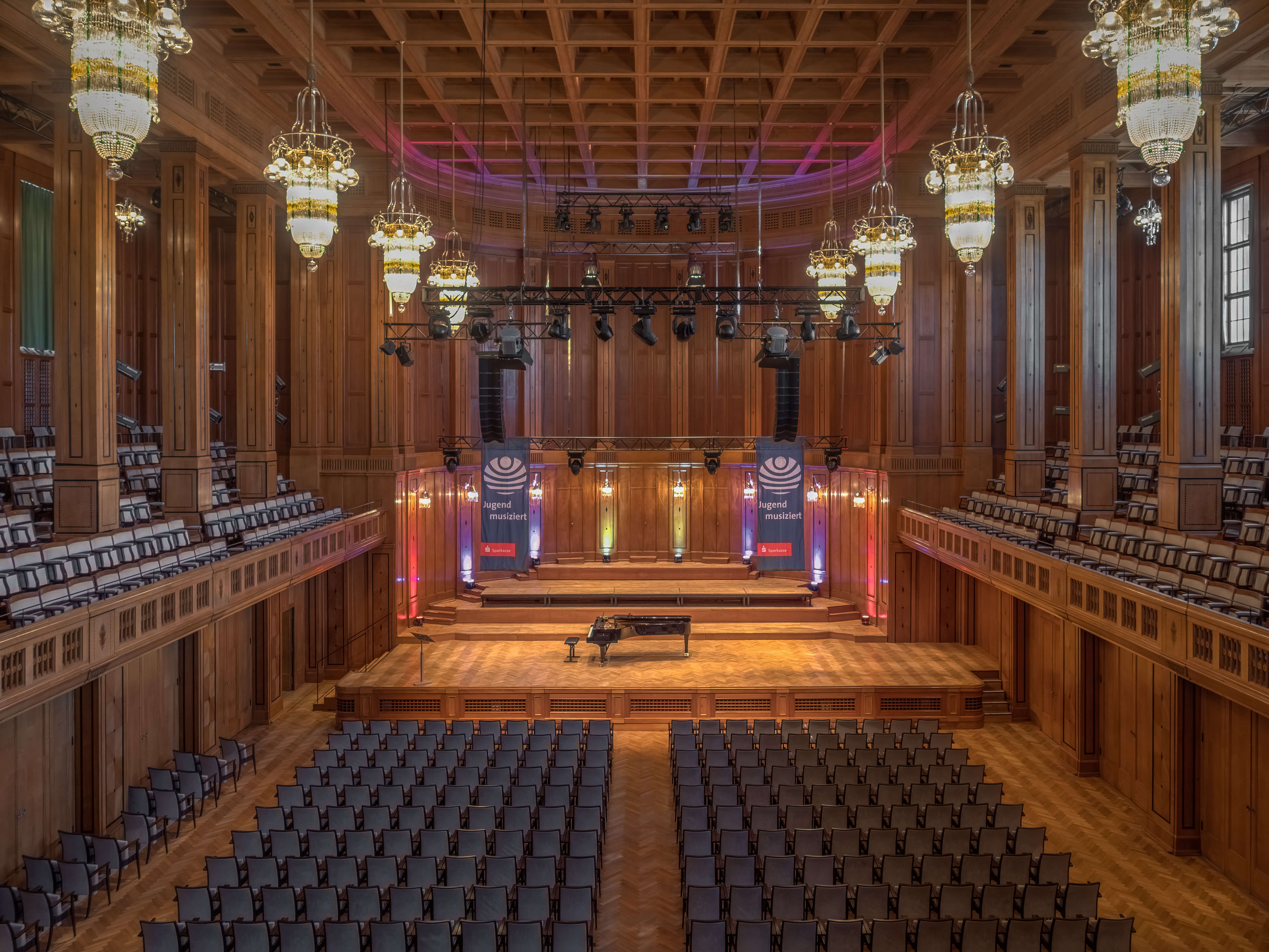
Концертный зал в Регентенбау

- Ежегодный музыкальный фестиваль «Киссингенское лето» (Kissinger Sommer). Фестиваль был основан в 1986 году. Это Были хорошо известные художники, таких как Святослав Рихтер, Мстисла́в Ростропо́вич, Аркадий Володо́сь, Григорий Соколов, Фазиль Сай, или Чечи́лия Ба́ртоли и новичками. С самого начала фестиваль также место для современных композиторов, как Альфред Шнитке, София Губайдулина, Эдисон Денисов, Родион Щедрин. Каждый год «Luitpoldpreis» (награда Луитпольд) присуждается молодым исполнителям фестиваля. Награда названа в честь Луитпольда, принца-регента Баварии, который построил великий концертный зал Бад-Киссингена, «Regentenbau», где проходят многие концерты фестиваля. Среди победителей есть такие художники, как Алиса Вайлерстайн (2000), Байба Скридe (2003), Игорь Левит (2009) и  Дмитрий Корчак (2012). Директор с 1986 до 2016 года был Кари Каль-Вольфсъегер (Kari Kahl-Wolfsjäger). Её преемник, начиная с 2017 года, является Тильман Шлёмп (Tilman Schlömp).[12]
- Фестиваль соединен с «Kissinger Klavierolymp», конкурс юных пианистов осенью в Бад-Киссинген. Приз для победителей является выступление на Киссингенское лето. Среди них Николай Токарев[13], Кирилл Герштейн, Игорь Левит.
- Зимой проходит музыкальный фестиваль «Зимняя магия Киссинджера» (Kissinger Winterzauber).

### Церкви
Католическая церковь приходская церковь Святого Сердца Иисуса. В нео-готическом стиле построена в 1882 году Эндрю Лори. Башня 67 метров в высоту.
Католическая церковь Святого Якоба, башня датируется 14-м веком, квадратный неф был построен в 1772—1775 Иоганном Филиппом Гейгелом в классическом стиле. Интерьер Матерно Босси и Антон Бензин, фрески Иосиф Игнац Аппиани.
Мари-часовня при кладбище. Часовня названа в честь Св. Буркхарда. Хор и подвальная часть созданы в 15-м веке. Главное здание было спроектировано Балтазаром Нейманом и построено в XVIII веке. Интерьер в стиле барокко — Бенедикт Люкс из Бад Нойштадта.
Евангелическая-лютеранская церковь Спасителя, построена в 1847 по проекту архитектора Фридриха фон Гертнера и достроена в 1891 в нео-романском стиле, Августом Тиршем.
Русская Православная Церковь преподобного Сергия Радонежского. Церковь была освящена в 1901 году и посвящена памяти о коронации императора Николая II. Выполнена в нео-византийском стиле по проекту российского придворного архитектора Виктора Шретера (Санкт-Петербург). Церковь содержится Свято-Князь-Владимирским братством.
Еврейский молитвенный зал в помещении бывшей еврейской общины, а также еврейское кладбище.
Разрушена * 1968: Англиканская церковь
Уничтожена * 1938: Новая синагога 1902

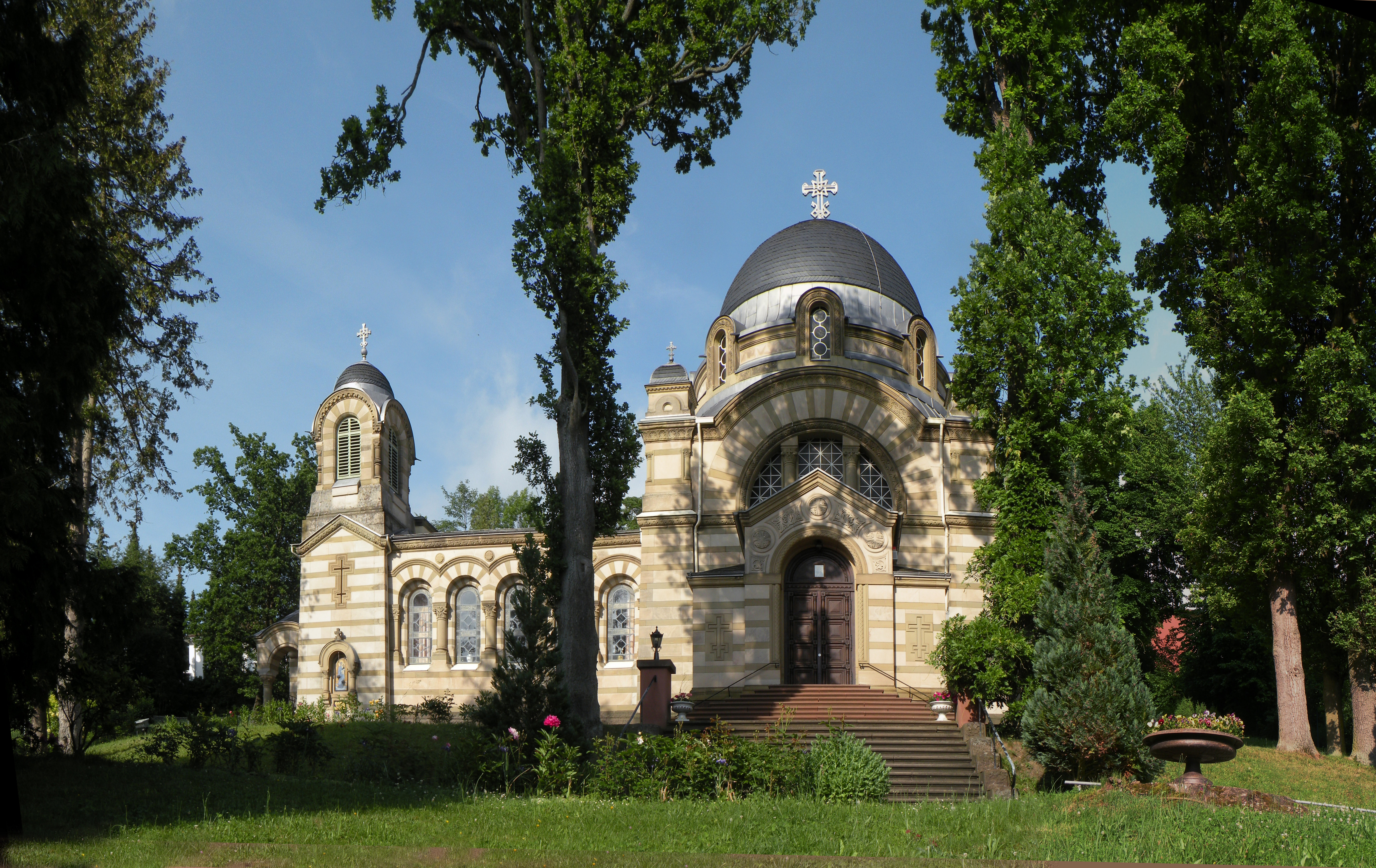
Русская православная церковь
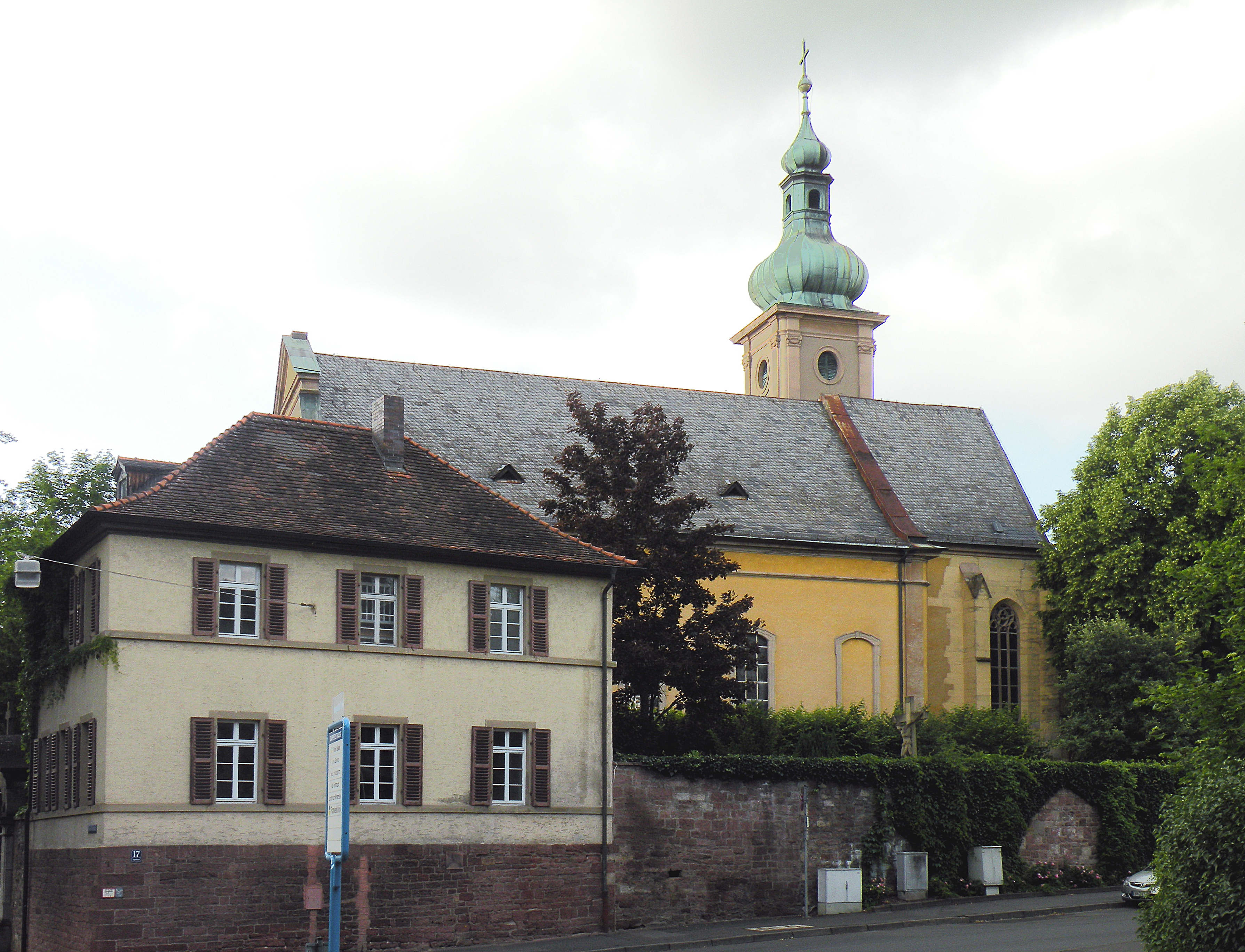
Капелла Марии
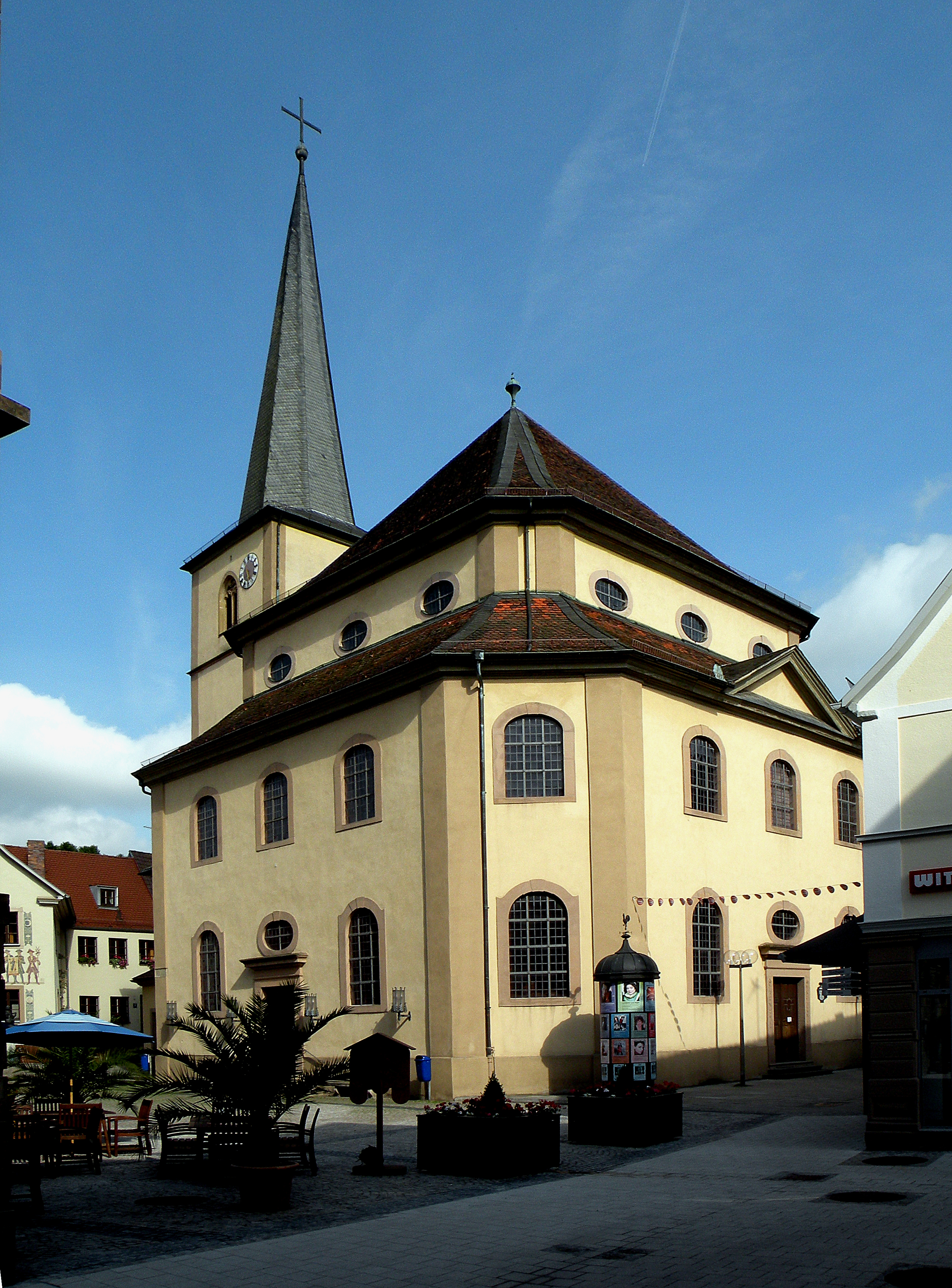
Якобскирхе
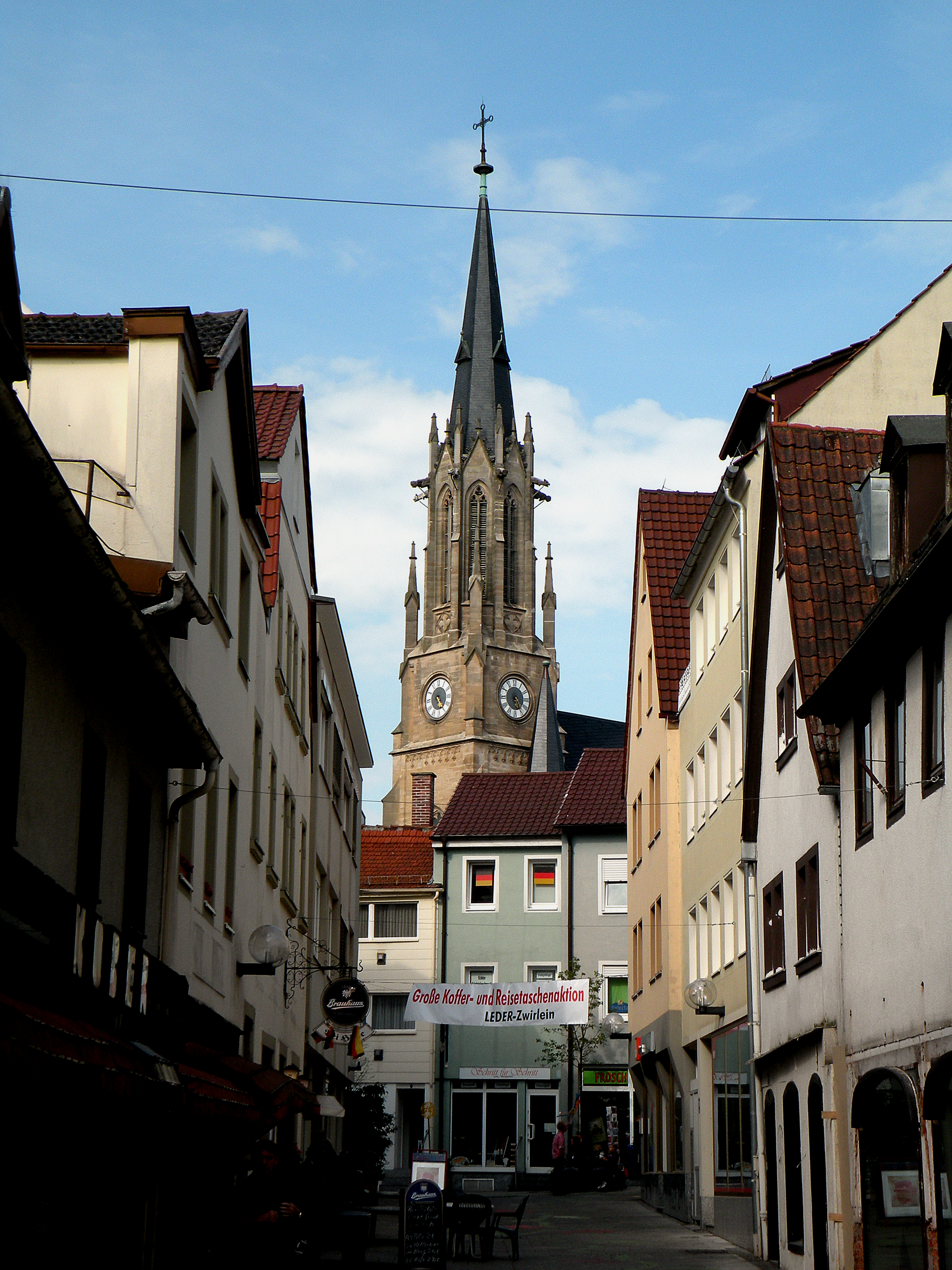
Церковь Сердца Иисусова
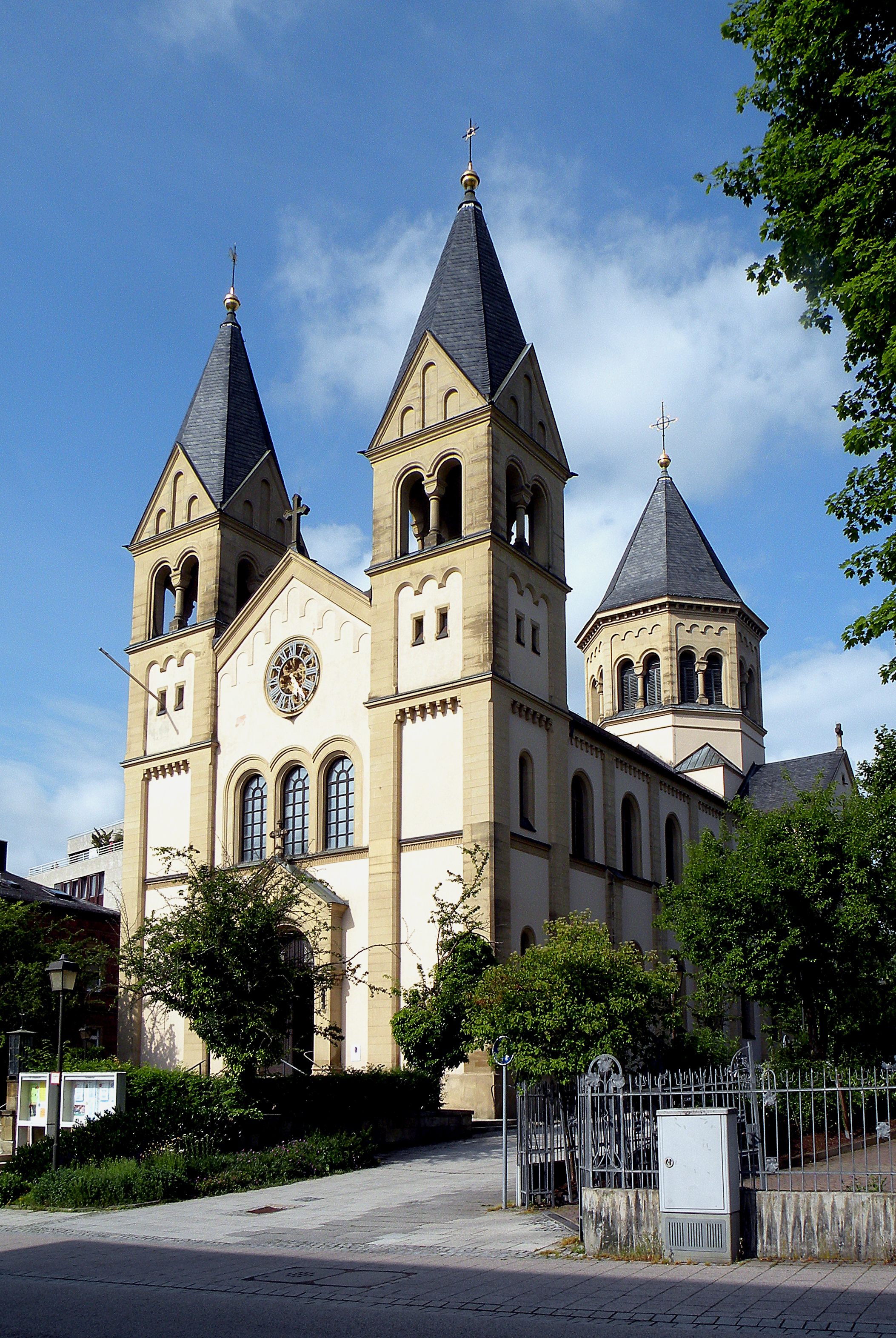
Евангелическая церковь
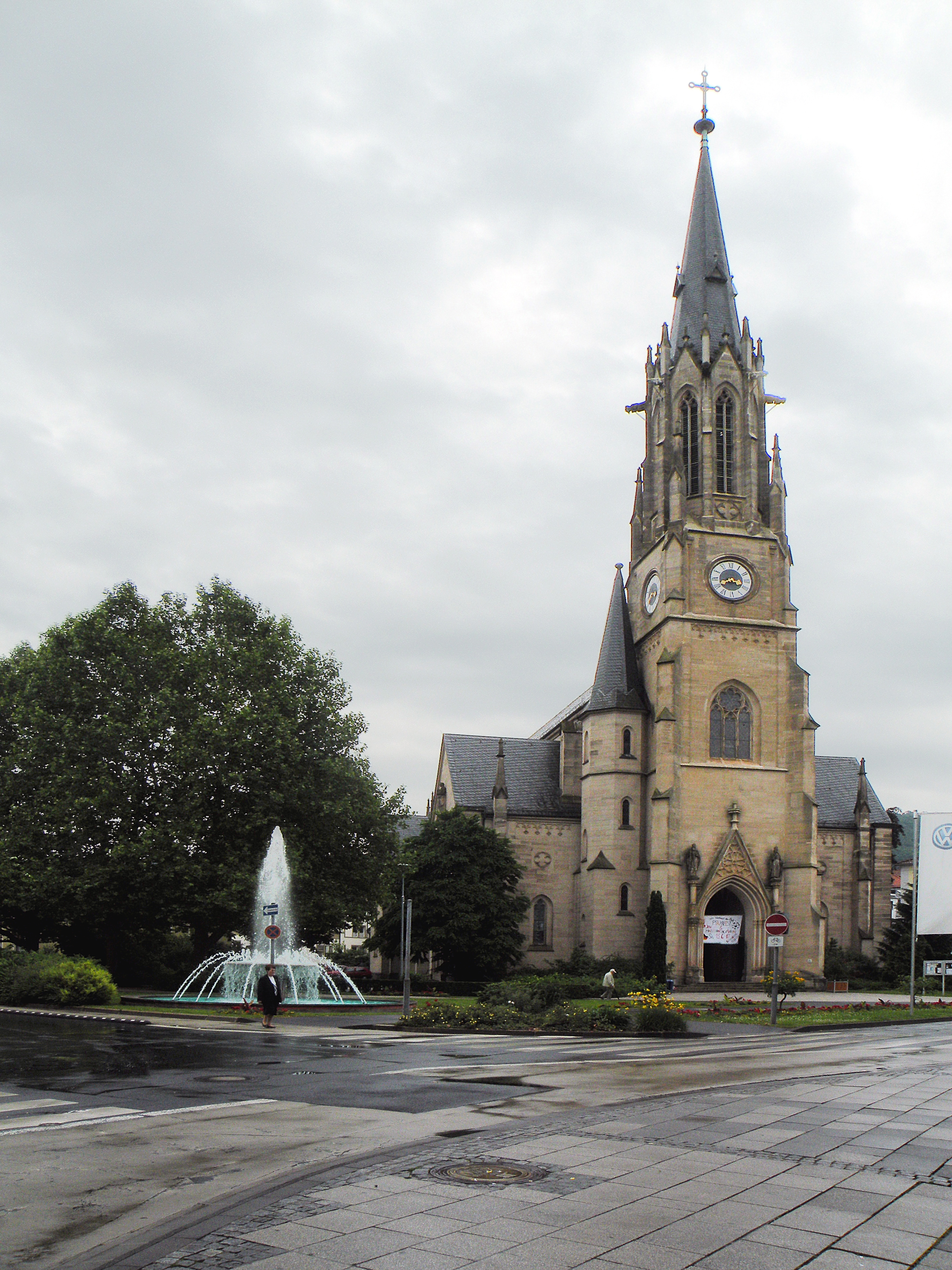
Церковь Сердца Иисусова. Вид с Мариенплац

### Интересные факты
- На курорте в 1860 году бывал Л. Н. Толстой. В его память  на одном из домов ( Maxstraße 19) установлена мемориальная доска.
- Царь Александр II Посетили курорт в 1857 г., 1864 г. и 1868.
- Другими известными гостями курорта были Отто фон Бисмарк, императрица Елизавета, император Франц-Иосиф I Из Австрии и русский генерал А. А. Брусилов с супругой.

## Сады и парки
На правом берегу реки находится обширный Луитпольдпарк с ванным зданием Луитпольдбад и Казино.

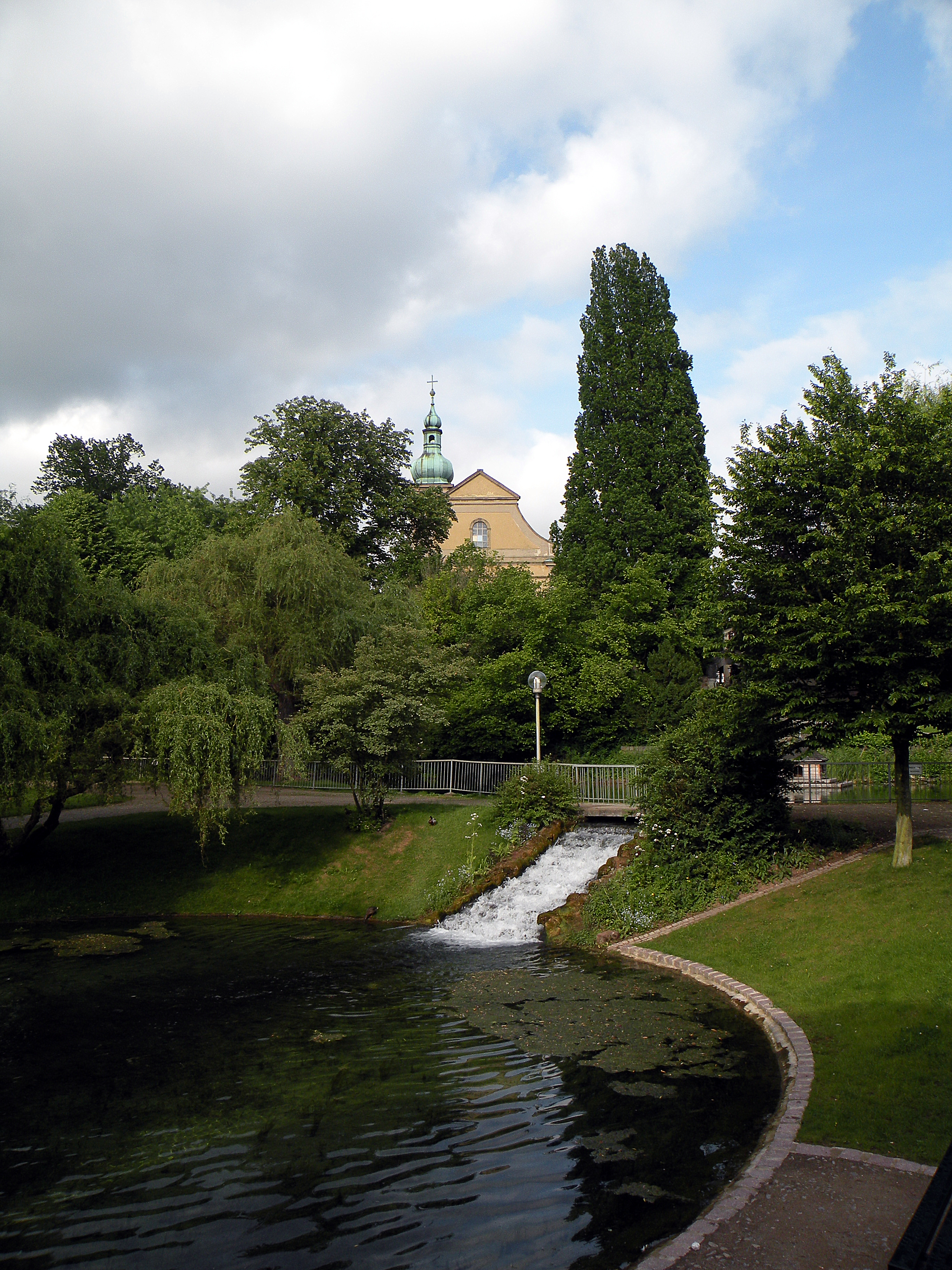
Вид на Мариенкапелле
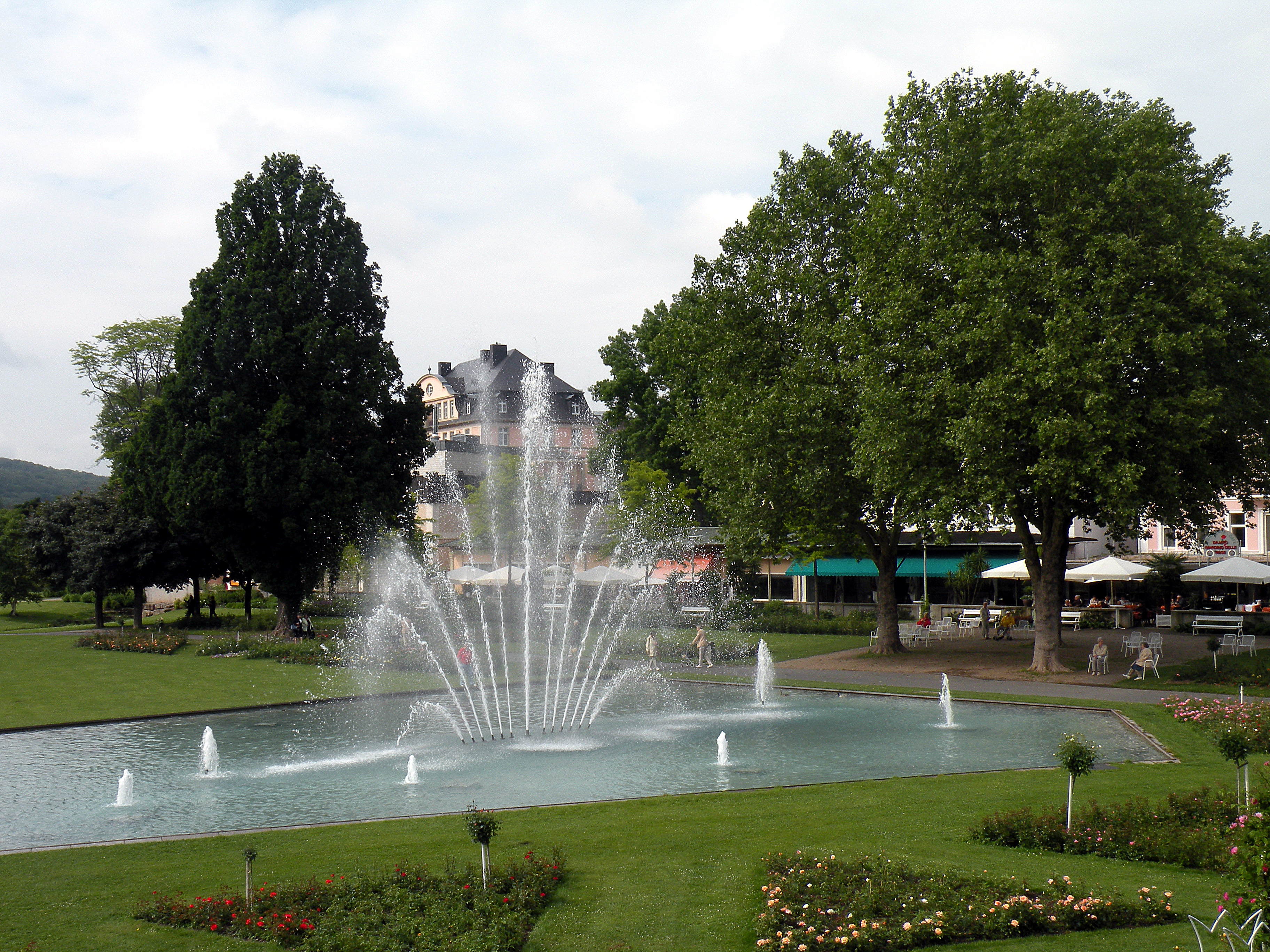
Фонтан
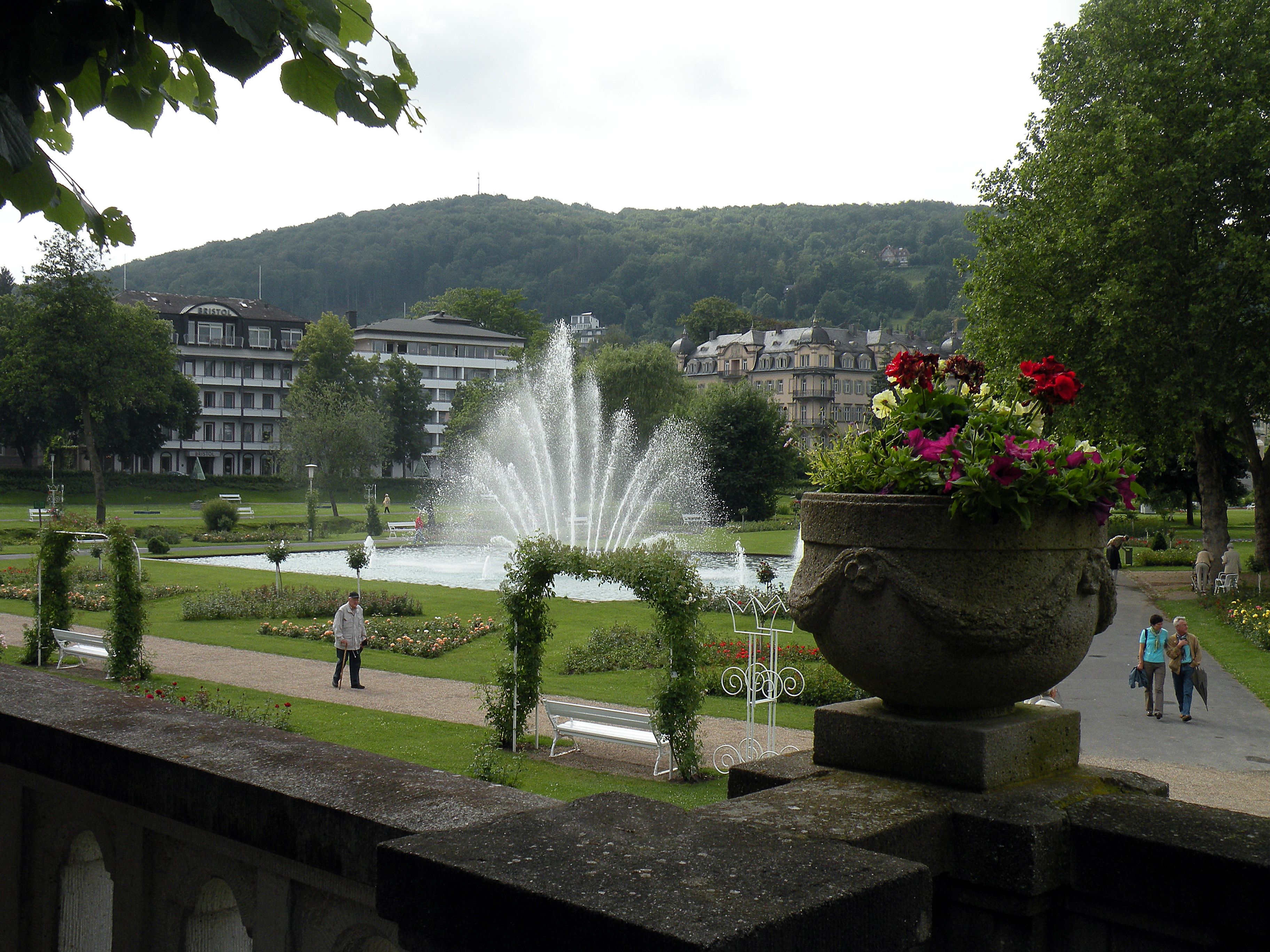
Розенгартен
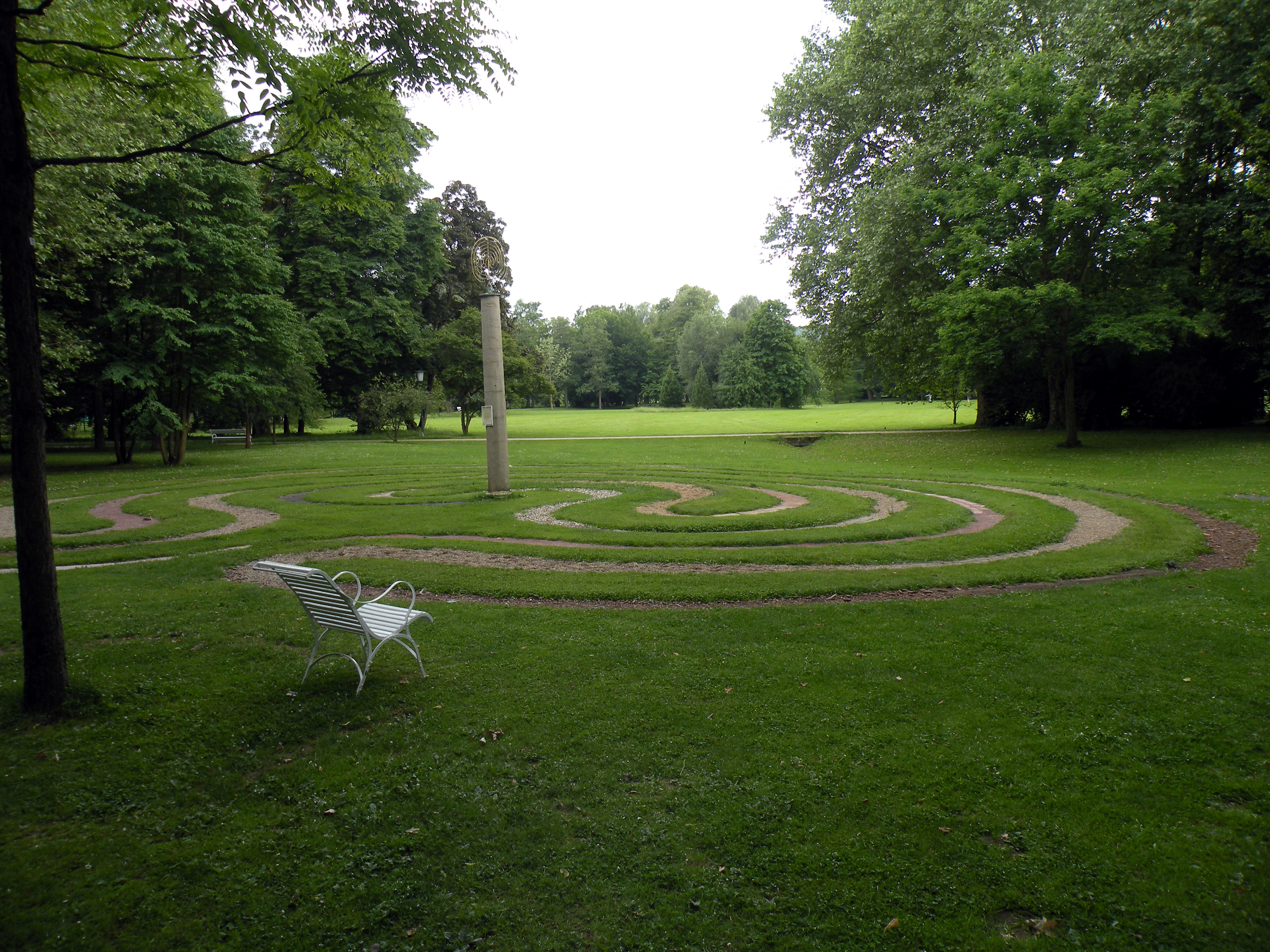
Луитпольдпарк. Лабиринт

## Достопримечательности
- Монастырь Хаузен